# Szászszentjakab
Szászszentjakab (románul Sâniacob, németül Jakobsdorf, az erdélyi szász nyelven Jokeschderf) település Romániában, Beszterce-Naszód megyében.

## Fekvése
Besztercétől 27 km-re délre, Szászencs, Szászlekence és Cegőtelke közt fekvő település.

## Története
1332-ben említik először villa Jacobi néven. A települést erdélyi szászok alapították.
A 16. században vegyes német - magyar lakossága volt, ezt támasztja alá az is, hogy a reformációt követően a lakosok lutheránus és református hitre térnek át. A szászok lettek lutheránusok, a magyarok reformátusok. A magyar lakosság száma azonban a 17. század közepére leapadt, mert a falu megszűnt ekkor önálló egyházközség lenni és filiaként Cegőtelkéhez csatolták. A 18. század elejére már egy magyar sem maradt a faluban.
A trianoni békeszerződésig Szolnok-Doboka vármegye Bethleni járásához tartozott.
1944-ben német lakossága elmenekült, az itt maradt néhány főt a román hatóságok kitelepítették Németországba.

## Lakosság
1910-ben 629 lakosából 398 német, 231 román volt.
2002-ben 254 lakosa volt, ebből 251 román, 1 magyar, 1 német és 1 cigány.

## Látnivalók
- Lutheránus temploma, mely 1871-ben épült, a régi, középkori templom helyére, melyet kénytelenek voltak lebontani rossz állapota miatt.